# 584 aC
L'any 584 aC és un any del calendari romà. Durant l'Imperi Romà és conegut com l'any 170 Ab urbe condita. Es diu 584 des de principis de l'Edad Mitjana, quan s'utilitza el calendari Anno Domini per a comptar els anys.

## Naixements
- La princesa Mandana de Mèdia, filla del rei Astíages a Ecbàtana, Imperi Mede.[1]